# Divadlo Jiřího Wolkera
Le Divadlo Jiřího Wolkera (DJW) (littéralement en français Théâtre Jiří Wolker), est un théâtre de Prague en Tchéquie. Il a succédé au Pražské dětské divadlo (cs), fondé en 1935 par la metteuse en scène et comédienne Míla Mellanová (cs). 
Le premier directeur était Miroslav Stehlík. Le théâtre a été créé dans le but de poser les bases d'un théâtre professionnel permanent pour les enfants et les jeunes à Prague. Il a connu plusieurs noms et adresses avant d'être rebaptisé DJW en 1953. Après la Seconde Guerre mondiale, il occupe les locaux de la Velká opereta (cs), aujourd'hui le Divadlo v Dlouhé (cs), puis déménage dans les années 1970 dans les locaux de la Divadlo Komedie où il reste de 1972 à 1979. De 1991 à 1996, il se produit sous le nom de Divotlo na Staré Městě puis ferme ses portes en 1998. 

## Histoire
Après 1948, le théâtre devient très tendancieux, tentant ainsi de convaincre le jeune public de la justesse du communisme et de la construction du socialisme (les citations des annuaires du DJW illustrent clairement la direction prise par le théâtre). Au début, le théâtre ne connait pas un grand succès, mais au fil du temps, il se hisse parmi les premières scènes permanentes de Prague. Il remporte par exemple le Prix de la Ville de Prague en 1960 ou conclut un traité d'amitié avec le Théâtre de la Jeune Génération de Dresde en 1957. Le théâtre est en contact permanent avec les éducateurs afin d'influencer au mieux les jeunes.
Les pièces comprennent Strakonický dudák de Josef Kajetán Tyl (première le 29 septembre 1950), My, pionýři de Věra Ballonová (7 mars 1951), ou encore, parmi de nombreuses autres, Čuk a Gek de Arkadi Gaïdar (21 février 1953). En 1953, il choisit comme « mécène » le poète Jiří Wolker, qui sympathisait avec la pensée de gauche, bien qu'il soit lui-même issu d'une famille aisée. Des contes de fées et des histoires pour les enfants et les jeunes jusqu'à 14 ans sont joués. La production des années 1950 est marquée par le schématisme et contribue à éduquer les enfants dans l'esprit des idées collectivistes. À l'époque du totalitarisme, les visites à ce théâtre sont obligatoires.
Plus tard, Vladimír Adámek (1957–1974) et Jaroslav Fixa (1959–1965) prennent la direction du théâtre. Les productions deviennent moins sérieuses et sont sélectionnées pour un répertoire basé sur un théâtre contemporain et classique, où le thème est les questions de jeunesse. En 1974, l'acteur Karel Richter devient directeur. Il le reste jusqu'à sa retraite en 1990. Le metteur en scène Miroslav Vildman (1975-1990) et le dramaturge Bohumil Nekolný (1975-1988) collaborent avec lui, poursuivant le théâtre classique établi et élargissant leur sélection de productions pour inclure d'autres auteurs de renommée mondiale (William Shakespeare : La Mégère apprivoisée, 1978 ; Carlo Goldoni : Barouf à Chioggia, 1978 ; Karel et Josef Čapek : Ze života hmyzu (cs), 1979) et donnant au théâtre une touche plus musicale, ce qui rend les spectacles joués pour les jeunes plus attrayants (Vladimír Poštulka (cs) et Petr Ulrych (cs) : Dynamit 18, 1976).
Avec la suppression du Státního divadelního studia en 1980, le théâtre fusionne administrativement avec le Studio Ypsilon (cs), mais les scènes continuent de fonctionner de manière indépendante. 
Richter prend sa retraite en 1990. En 1991, le metteur en scène Josef Řeřicha lui succède. Le théâtre change de nom pour devenir le Divadlo na Starém Městě. Cependant, plusieurs membres de longue date de la troupe démissionnent. En 1995, Radomil Čech est nommé directeur par intérim, et, en 1996, Daniela Šálková, avec qui la troupe s'est séparée du divadla Labyrint ainsi que la troupe de Jan Borna (cs) du Dejvické divadlo, arrivent au théâtre. Il fonctionne rue Dlouhá jusqu'en 1996, puis continue sous la direction de Gustav Bubník (cs) sous le nom de Divadlo Jiří Wolker au Divadlo U Hasičů (cs), mais ne donne qu'une seule première et, pour des raisons économiques, quitte les lieux et se consacre aux tournées. En avril 1998, la troupe cesse définitivement ses activités. 